# Симфонія № 88 (Гайдн)
Симфонія № 88, соль мажор Йозефа Гайдна, написана 1787 року.
Структура:
1. Adagio — Allegro
2. Largo
3. Menuetto: Allegretto
4. Finale. Allegro con spirito

Склад оркестру:
флейта, два гобої, два фаготи, дві валторни, дві труби, литаври, клавесин і струнні.

## Ноти і література
- Symphony No. 88: Ноти на сайті International Music Score Library Project.
- Robbins Landon, H. C. (1963) Joseph Haydn: Critical Edition of the Complete Symphonies, Universal Edition, Vienna